# Olympische Sommerspiele 1900/Rudern – Zweier mit Steuermann
Erstmals wurde bei den Olympischen Spielen 1900 in Paris ein Ruderwettbewerb im Zweier mit Steuermann der Männer ausgetragen. Dieser fand vom 25. bis zum 26. August auf der Seine statt. 7 Boote mit insgesamt 22 Athleten traten an.
Die jeweils für das Finale qualifizierten Boote sind hellgrün unterlegt.

## Ergebnisse

### Halbfinale
Die zwei besten Boote jedes Laufes qualifizierten sich für das Finale.

#### Lauf 1
| Rang | Boot                         | Athleten                                                                          | Nation               | Zeit       |
| ---- | ---------------------------- | --------------------------------------------------------------------------------- | -------------------- | ---------- |
| 1    | Société Nautique de la Marne | Lucien Martinet René Waleff unbekannt (Steuermann)                                | Frankreich           | 6:47,4 min |
| 2    | Minerva Amsterdam            | François Brandt ( NED) Roelof Klein ( NED) Hermanus Brockmann ( NED) (Steuermann) | Gemischte Mannschaft | 6:56,0 min |
| —    | Stade Français               | Louis Roche Gordon Love unbekannt (Steuermann)                                    | Frankreich           | DNF        |

#### Lauf 2
| Rang | Boot                        | Athleten                                                    | Nation     | Zeit       |
| ---- | --------------------------- | ----------------------------------------------------------- | ---------- | ---------- |
| 1    | Rowing Club Castillon       | Carlos Deltour Antoine Védrenne Raoul Paoli (Steuermann)    | Frankreich | 6:33,4 min |
| 2    | Cercle Nautique de Reims    | Pierre Ferlin Mathieu unbekannt (Steuermann)                | Frankreich | 7:00,0 min |
| 3    | Royal Club Nautique de Gand | Prospère Bruggeman Maurice Hemelsoet unbekannt (Steuermann) | Belgien    | 7:00,4 min |
| 4    | Club Nautique de Dieppe     | Henri Delabarre Robert Gelée unbekannt (Steuermann)         | Frankreich | 7:04,0 min |

### Finale
Im Boot der Niederländer von Minerva Amsterdam saß beim Vorlauf der Steuermann Hermanus Brockmann, der ca. 60 kg wog. Man qualifizierte sich nur, weil das dritte Boot im Vorlauf aufgeben musste. Für das Finale wollte man das Gewicht reduzieren und wechselte deshalb den Steuermann aus, denn es gab keine genauen Vorschriften für die Mitwirkung der Steuerleute. Herkunft oder Vereinszugehörigkeit waren vollkommen unwichtig. Im Finale saß im Boot der Niederländer schließlich ein Junge, über den es bis zur Gegenwart Spekulationen über Alter und Nationalität gibt. Nach Ansicht von Sporthistorikern ist es am wahrscheinlichsten, dass es sich um einen französischen Straßenjungen im Alter zwischen 7 und 12 Jahren gehandelt habe. Allgemein wird dieser Junge als jüngster Teilnehmer in der Geschichte der Olympischen Spiele angesehen.
| Rang | Boot                         | Athleten                                                                 | Nation               | Zeit       |
| ---- | ---------------------------- | ------------------------------------------------------------------------ | -------------------- | ---------- |
| 1    | Minerva Amsterdam            | François Brandt ( NED) Roelof Klein ( NED) unbekannt ( FRA) (Steuermann) | Gemischte Mannschaft | 7:34,2 min |
| 2    | Société Nautique de la Marne | Lucien Martinet René Waleff unbekannt (Steuermann)                       | Frankreich           | 7:34,4 min |
| 3    | Rowing Club Castillon        | Carlos Deltour Antoine Védrenne Raoul Paoli (Steuermann)                 | Frankreich           | 7:57,2 min |
| 4    | Cercle Nautique de Reims     | Pierre Ferlin Mathieu unbekannt (Steuermann)                             | Frankreich           | 8:01,0 min |